# Vyzakiá
Vyzakiá är en ort i Cypern.   Den ligger i distriktet Eparchía Lefkosías, i den centrala delen av landet, 30 km väster om huvudstaden Nicosia. Vyzakiá ligger 338 meter över havet och antalet invånare är 401. Den ligger på ön Cypern.
Terrängen runt Vyzakiá är kuperad söderut, men norrut är den platt. Terrängen runt Vyzakiá sluttar norrut.Trakten runt Vyzakiá är ganska glesbefolkad, med 31 invånare per kvadratkilometer. Närmaste större samhälle är Mórfou, 13,5 km norr om Vyzakiá. Trakten runt Vyzakiá är i huvudsak ett öppet busklandskap.